# Ga Yangcheon Hyanggyo
Ga Yangcheon Hyanggyo (Tiếng Hàn: 양천향교역, Hanja: 陽川鄕校驛) là ga tàu điện ngầm trên Tàu điện ngầm Seoul tuyến 9, nằm ở Gayang-dong, Gangseo-gu, Seoul.

## Lịch sử
- 18 tháng 9 năm 2008: Tên ga được quyết định là Ga Yangcheon Hyanggyo [1]
- 24 tháng 7 năm 2009: Bắt đầu hoạt động với việc khai trương đoạn Gaehwa ~ Sinnonhyeon của Tàu điện ngầm Seoul tuyến 9

## Bố trí ga
| Magongnaru ↑ |
| \| W/B       |
| ↓ Gayang     |

| Hướng Tây  | ● Tuyến 9 | Địa phương | ← Hướng đi Magongnaru · Sinbanghwa · Sân bay Quốc tế Gimpo · Gaehwa              |
| Hướng Đông | ● Tuyến 9 | Địa phương | → Hướng đi Gayang · Dangsan · Noryangjin · Bệnh viện cựu chiến binh Trung ương → |

## Xung quanh nhà ga
| Lối ra \| 나가는 곳 \| Exit \| 出口 | Lối ra \| 나가는 곳 \| Exit \| 出口                                                                              |
| ----------------------------------- | --- |
| 1                                   | Trường tiểu học Seoul Yangcheon Bảo tàng nghệ thuật Gyeomjae Jeongseon Phòng triển lãm lịch sử đường hầm Gungsan |
| 2                                   | Hướng tới Yangcheonhyanggyoji                                                                                    |
| 3                                   | Trung tâm cộng đồng Gayang 1-dong Trường trung học cơ sở Seongjae                                                |
| 4                                   | Hướng tới Ga Gayang Gangseo Hangang Xi APT                                                                       |
| 5                                   | Trường tiểu học Seoul Deungyang                                                                                  |
| 6                                   | Bưu điện Seoul Gangseo Cao đẳng nghề Seoul Hoseo Trường trung học Deungchon Deungchon Jugong APT                 |
| 7                                   | Dịch vụ Hưu trí Quốc gia Gangseo Chi nhánh Yangcheon Hướng Ga Balsan                                             |
| 8                                   | Trung tâm An toàn Công cộng Gayang 1 Vườn Bách thảo Seoul Viện Kiểm nghiệm FITI                                  |

## Hình ảnh

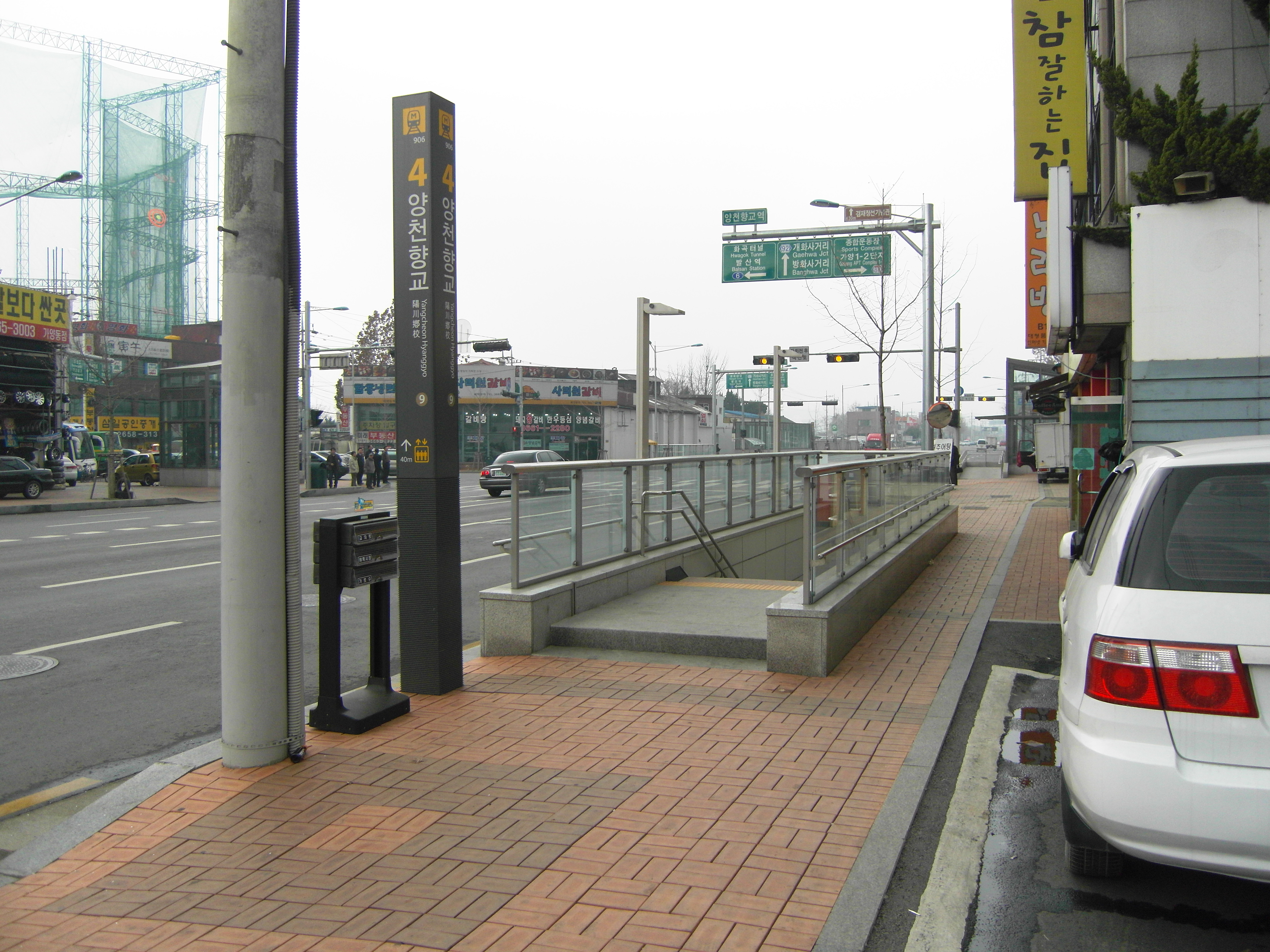
Lối ra 4